# Toulouse Vandtårn
Toulouse Vandtårn eller Lagannes Vandtårn er et murstenstårn i Toulouse, Frankrig med udsigt over Parc de la prairie des Filtres. Tårnet tjente engang som vandtårn, men bruges nu til udstillinger.
Vandtårnet og tilhørende pumpestation er siden 28. september 1987 registreret som monument historique.

## Historie
Tårnets oprindelige funktion var som vandtårn at distribuere vand fra Garonne La première fonction de ce château d'eau était de distribuer l'eau de la Garonne, som på Parc de la prairie des Filtres var blevet indsamlet og filtreret.
Det var capitoul Charles Laganne, der allerede i 1789 donerede 50.000 franc til byens vandforsyning. Da tårnet var færdigopført i 1828 efter omkring fem års arbejde, kunne det levere drikkevand til næsten 50.000 borgere i Toulouse.
Den underste del af tårnet husede pumperne, mens den øverste del indeholdte tank og kontroludstyr.
I 1870 behøvedes større kapacitet, og vandtårnet blev taget ud af drift, og byen anvendte det i stedet til opbevaring af diverse udstyr.
Fra 1974 har det været brugt til udstilling.